# Les Authieux-sur-le-Port-Saint-Ouen
Pour les articles homonymes, voir Les Authieux.
Les Authieux-sur-le-Port-Saint-Ouen est une commune française située dans le département de la Seine-Maritime en région Normandie.

## Géographie

### Localisation
Commune du Rouennais ou pays de Rouen.
|                      | Gouy                           | Saint-Aubin-Celloville |
| Tourville-la-Rivière | Athieux-sur-le-Port-Saint-Ouen | Ymare                  |
| Tourville-la-Rivière | Sotteville-sous-le-Val         | Igoville Eure          |

### Hydrographie
La commune est située dans le bassin Seine-Normandie. Elle est drainée par un bras de la Seine.

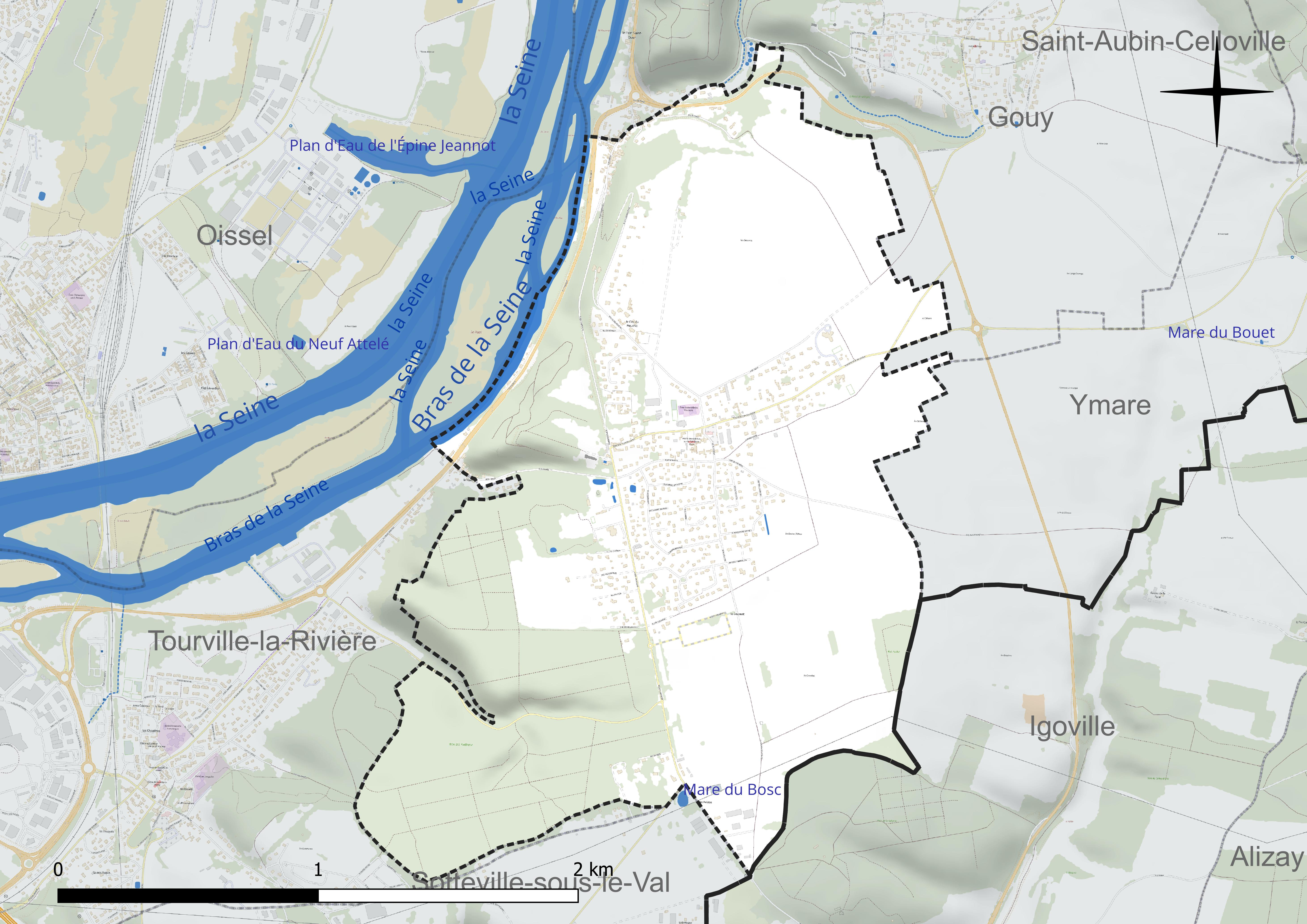
Réseau hydrographique des Authieux-sur-le-Port-Saint-Ouen.

### Climat
Pour des articles plus généraux, voir Climat de la Normandie et Climat de la Seine-Maritime.
En 2010, le climat de la commune est de type climat océanique dégradé des plaines du Centre et du Nord, selon une étude du CNRS s'appuyant sur une série de données couvrant la période 1971-2000. En 2020, Météo-France publie une typologie des climats de la France métropolitaine dans laquelle la commune est exposée à un climat océanique et est dans la région climatique Côtes de la Manche orientale, caractérisée par un faible ensoleillement (1 550 h/an) ; forte humidité de l’air (plus de 20 h/jour avec humidité relative > 80 % en hiver), vents forts fréquents. Parallèlement le GIEC normand, un groupe régional d’experts sur le climat, différencie quant à lui, dans une étude de 2020, trois grands types de climats pour la région Normandie, nuancés à une échelle plus fine par les facteurs géographiques locaux. La commune est, selon ce zonage, exposée à un « climat contrasté des collines », correspondant au Pays d’Auge, Lieuvin et Roumois, moins directement soumis aux flux océaniques et connaissant toutefois des précipitations assez marquées en raison des reliefs collinaires qui favorisent leur formation.
Pour la période 1971-2000, la température annuelle moyenne est de 10,6 °C, avec une amplitude thermique annuelle de 13,6 °C. Le cumul annuel moyen de précipitations est de 811 mm, avec 12,8 jours de précipitations en janvier et 8,5 jours en juillet. Pour la période 1991-2020, la température moyenne annuelle observée sur la station météorologique la plus proche, située sur la commune de Boos à 7 km à vol d'oiseau, est de 10,9 °C et le cumul annuel moyen de précipitations est de 847,5 mm,. Pour l'avenir, les paramètres climatiques de la commune estimés pour 2050 selon différents scénarios d’émission de gaz à effet de serre sont consultables sur un site dédié publié par Météo-France en novembre 2022.

## Urbanisme

### Typologie
Au 1er janvier 2024, Les Authieux-sur-le-Port-Saint-Ouen est catégorisée bourg rural, selon la nouvelle grille communale de densité à sept niveaux définie par l'Insee en 2022.
Elle est située hors unité urbaine. Par ailleurs la commune fait partie de l'aire d'attraction de Rouen, dont elle est une commune de la couronne,. Cette aire, qui regroupe 317 communes, est catégorisée dans les aires de 200 000 à moins de 700 000 habitants,.

### Occupation des sols
L'occupation des sols de la commune, telle qu'elle ressort de la base de données européenne d’occupation biophysique des sols Corine Land Cover (CLC), est marquée par l'importance des territoires agricoles (49,5 % en 2018), en diminution par rapport à 1990 (53,8 %). La répartition détaillée en 2018 est la suivante : 
terres arables (40,3 %), forêts (31,7 %), zones urbanisées (17,9 %), prairies (9,2 %), eaux continentales (0,9 %). L'évolution de l’occupation des sols de la commune et de ses infrastructures peut être observée sur les différentes représentations cartographiques du territoire : la carte de Cassini (XVIIIe siècle), la carte d'état-major (1820-1866) et les cartes ou photos aériennes de l'IGN pour la période actuelle (1950 à aujourd'hui).

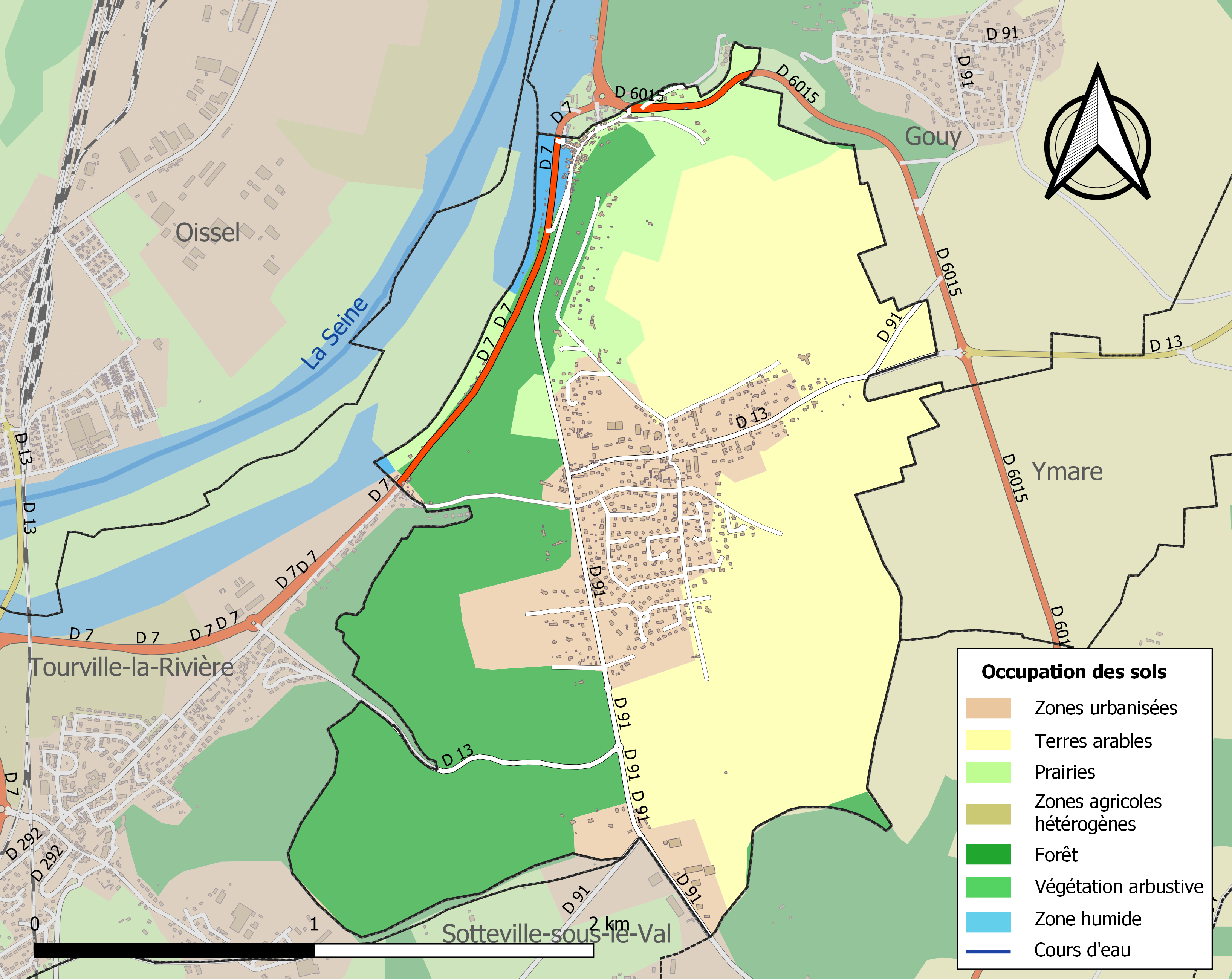
Carte des infrastructures et de l'occupation des sols de la commune en 2018 (CLC).

### Voies de communication et transports
La commune est desservie par la ligne Rouen-Evreux du Réseau VTNI.

## Toponymie
Le nom de la localité est attesté sous la forme de Altaribus entre 1015 et 1024, Altaria vers 1025, Les Authieux sur le Port en 1793, Les Anthieux en 1801.
	 
Au cours de la Révolution française, la commune porta provisoirement le nom d'Authieux-sur-le-Port-des-Sans-Culottes.
Les Authieux est la forme plurielle archaïque de Autheuil. Son étymologie ferait référence au latin altar (« autel »), ou au latin altum (« élevé ») et gaulois  ialo (« clairière, zone défrichée »). Il est fréquent en Normandie. On le retrouve dans d'autres régions sous la forme Auteuil.
Le Port-Saint-Ouen est un ancien hameau à cheval sur le territoire des communes : Les Authieux et Gouy, à l'emplacement de l'ancien port de l'abbaye Saint-Ouen de Rouen.

## Histoire
Création du village vers les années 1000.

C'est sous Philippe Auguste, vers 1200, que Port Saint Ouen fut choisi comme Port de l'abbaye de Saint Ouen. Les ouvriers qui venaient travailler sur le Port y fondèrent le hameau à cheval sur le territoire des 2 communes : Les Authieux et Gouy.
Existence au XVe siècle d'un prieuré et d'un hôpital dépendant de l'abbaye de Bonport.
Le 17 octobre 1449 se tinrent au Port-Saint-Ouen des conférences pour la reddition de Rouen au roi Charles VII; s'y joignirent le Dunois, Pierre de Brézé, Juvénal des Ursins et Guillaume Cousinot.
Le 29 octobre 1802 ou le 8 Brumaire de l'an XI, les Authieux étant la première commune de Seine Inférieure, se devait de recevoir le général Bonaparte accompagné de sa femme Joséphine de Beauharnais. Ce qui fut fait dans la maison du citoyen maire Pierre Tallandier qui était encadré des notables de Rouen venus accueillir le premier consul à l'entrée du département.

## Politique et administration
| Période                                  | Période                    | Identité                     | Étiquette | Qualité                                  |
| ---------------------------------------- | -------------------------- | ---------------------------- | --------- | ---------------------------------------- |
| Les données manquantes sont à compléter. |                            |                              |           |                                          |
| janvier 1791                             | 1793                       | Abbé Martin Poulain          |           |                                          |
| 1793                                     | 1796                       | Goupil                       |           |                                          |
| novembre 1795                            | octobre 1815               | Pierre Georges Letaillandier |           |                                          |
| octobre 1815                             | 1816                       | Lemonnier                    |           |                                          |
| 1816                                     | 1819                       | Th. Lepicard                 |           |                                          |
| 1819                                     |                            | Louis Gaspard Dantan         |           |                                          |
| 1836                                     | 1865                       | Travers                      |           |                                          |
| 1865                                     | 1874                       | Adolphe Brayé                |           |                                          |
| Les données manquantes sont à compléter. |                            |                              |           |                                          |
| septembre 1889                           | mai 1911                   | Georges Lemaitre             | SE        |                                          |
| mai 1911                                 | décembre 1919              | Lefrançois                   | SE        |                                          |
| décembre 1919                            | mai 1925                   | Léon Hardt                   | SE        |                                          |
| mai 1925                                 | mai 1929                   | Charles Schlumberger         | SE        |                                          |
| mai 1929                                 | septembre 1944             | Olivier Jallu                | SE        |                                          |
| septembre 1944                           | mai 1953                   | Ernest Dubois                | SE        |                                          |
| mai 1953                                 | mars 1971                  | André Villers                | SE        |                                          |
| mars 1971                                | mars 1977                  | Roger Debarre                | SE        |                                          |
| mars 1977                                | mars 1983                  | Chantal Tois                 | SE        |                                          |
| mars 1983                                | janvier 1988               | Roger Debarre                | SE        |                                          |
| janvier 1988                             | octobre 1991               | Edgar Buffet                 | SE        |                                          |
| octobre 1991                             | mars 2001                  | Maurice Bauchet              | SE        |                                          |
| mars 2001                                | août 2016                  | Alain Roussel                | SE        | Démissionnaire                           |
| août 2016                                | En cours (au 11 août 2020) | Marc Duflos                  | SE        | Retraité Réélu pour le mandat 2020-2026, |

## Population et société

### Démographie
L'évolution du nombre d'habitants est connue à travers les recensements de la population effectués dans la commune depuis 1793. Pour les communes de moins de 10 000 habitants, une enquête de recensement portant sur toute la population est réalisée tous les cinq ans, les populations de référence des années intermédiaires étant quant à elles estimées par interpolation ou extrapolation. Pour la commune, le premier recensement exhaustif entrant dans le cadre du nouveau dispositif a été réalisé en 2007.

En 2022, la commune comptait 1 210 habitants, en évolution de −3,51 % par rapport à 2016 (Seine-Maritime : +0,35 %, France hors Mayotte : +2,11 %).
| 1793 | 1800 | 1806 | 1821 | 1831 | 1836 | 1841 | 1846 | 1851 |
| ---- | ---- | ---- | ---- | ---- | ---- | ---- | ---- | ---- |
| 420  | 378  | 413  | 424  | 540  | 423  | 409  | 415  | 356  |

| 1856 | 1861 | 1866 | 1872 | 1876 | 1881 | 1886 | 1891 | 1896 |
| ---- | ---- | ---- | ---- | ---- | ---- | ---- | ---- | ---- |
| 350  | 337  | 318  | 323  | 301  | 304  | 307  | 300  | 274  |

| 1901 | 1906 | 1911 | 1921 | 1926 | 1931 | 1936 | 1946 | 1954 |
| ---- | ---- | ---- | ---- | ---- | ---- | ---- | ---- | ---- |
| 254  | 227  | 235  | 242  | 312  | 298  | 289  | 326  | 385  |

| 1962 | 1968 | 1975 | 1982 | 1990 | 1999  | 2006  | 2007  | 2012  |
| ---- | ---- | ---- | ---- | ---- | ----- | ----- | ----- | ----- |
| 341  | 423  | 509  | 652  | 954  | 1 174 | 1 211 | 1 216 | 1 213 |

| 2017  | 2022  | - | - | - | - | - | - | - |
| ----- | ----- | - | - | - | - | - | - | - |
| 1 265 | 1 210 | - | - | - | - | - | - | - |

### Manifestations culturelles et festivités
- Fête communale en juin.

### Cultes
Les Authieux-sur-le-Port-Saint-Ouen appartient à la paroisse catholique Saint-Paul du Mesnil – Plateau de Boos qui fait partie du doyenné Rouen-Nord de l'archidiocèse de Rouen.

## Culture locale et patrimoine

### Lieux et monuments

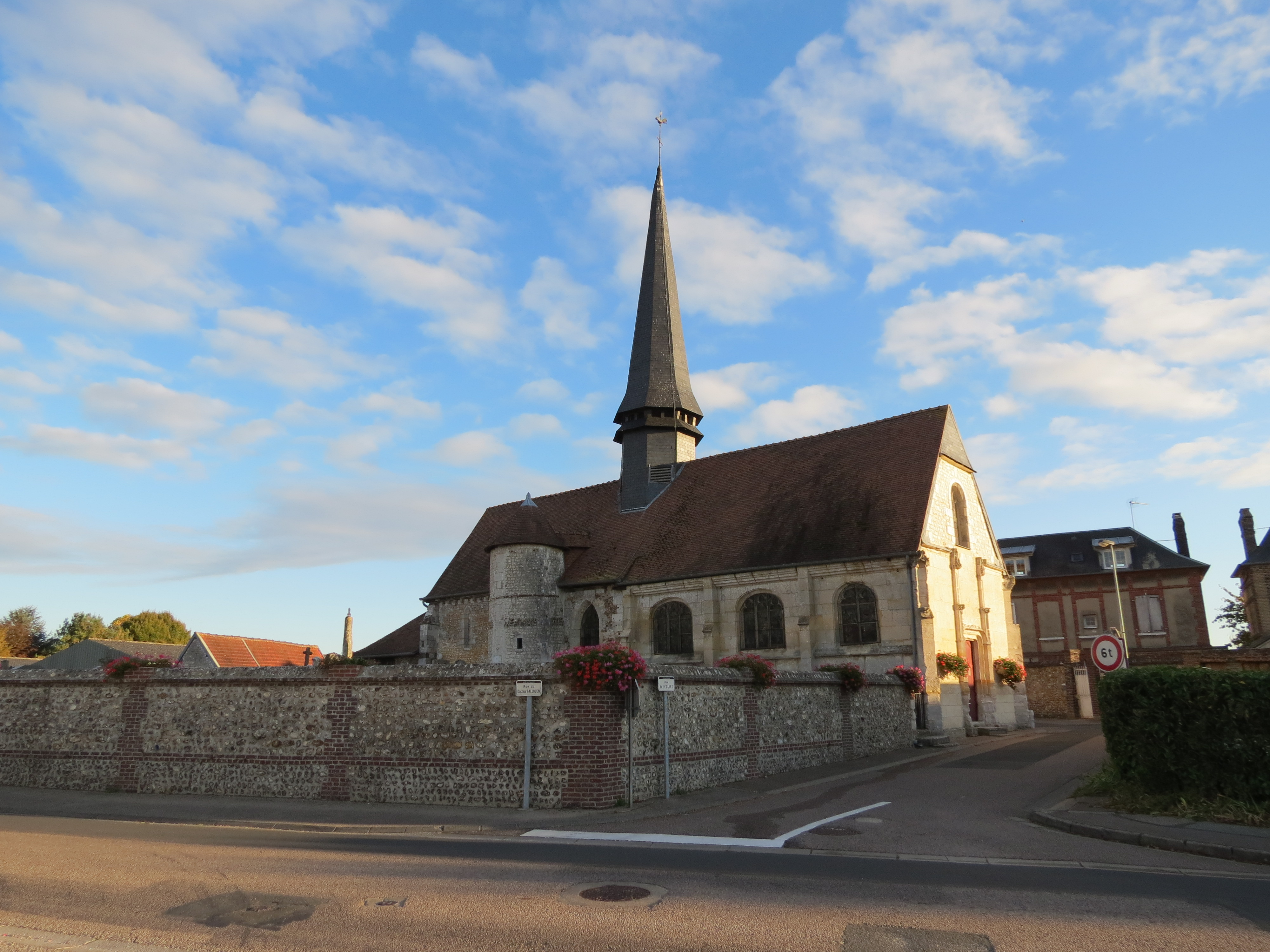
Église Saint-Saturnin.

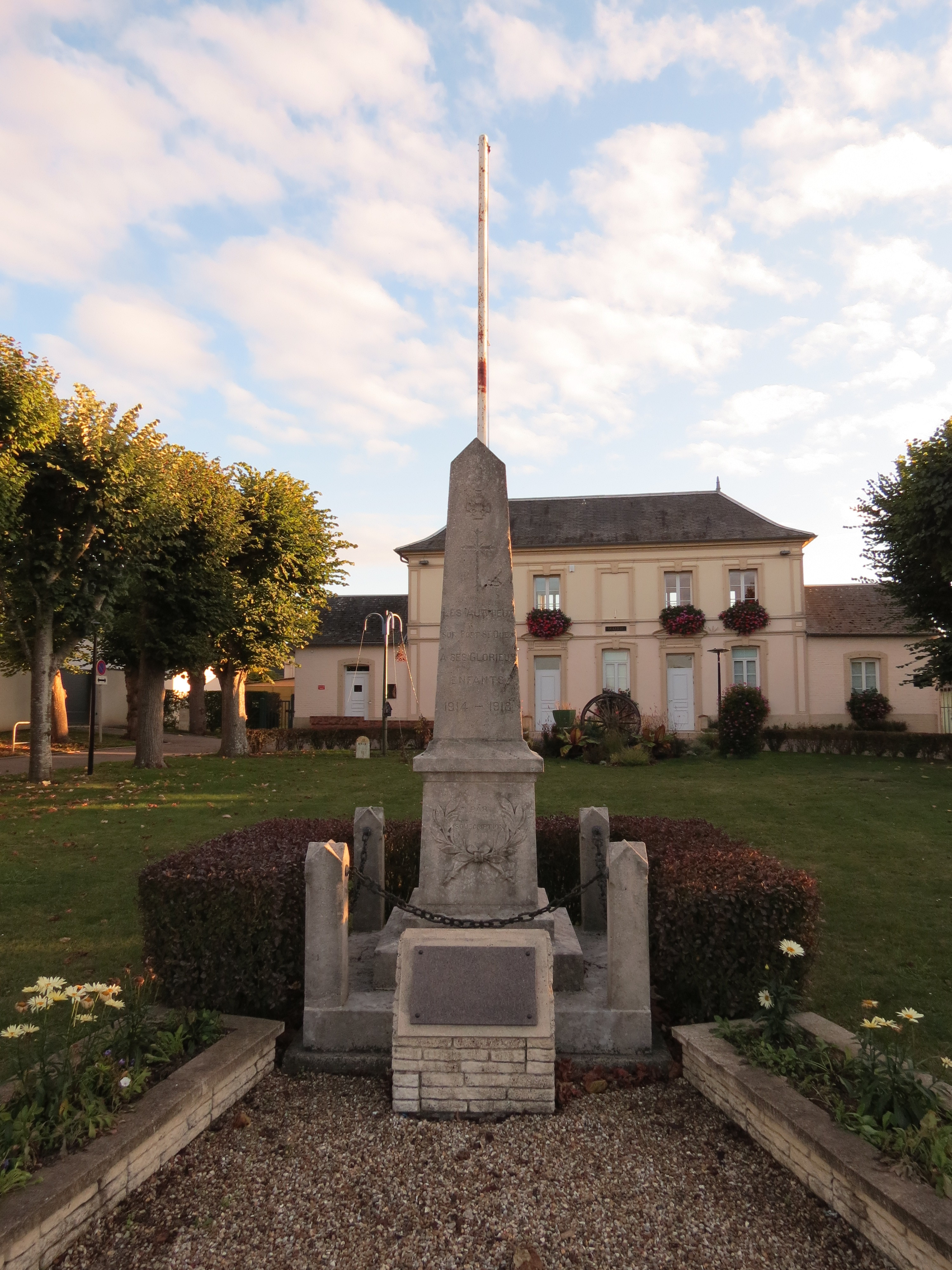
Monument aux morts.

- Église Saint-Saturnin du XIIIe siècle remaniée depuis ; elle conserve des vitraux classés[23].
- Château de la Haye des Authieux ; il a successivement appartenu aux familles Saint-Yon, Morin, Guilbon, Gaillard, Collin de St Marc, Laumonier, Barbier, Durecu, Bergame et Schlumberger.
- Monument aux morts (1921)[24]